# Pueblo Libre
Pueblo Libre és un districte de la província de Lima, Perú. Abans es coneixia només com Magdalena Vieja, però va rebre després l'apel·latiu de Pueblo de los Libres per José de San Martín. És un districte de classe mitjana, essencialment residencial encara que amb alguns locals d'universitats privades i de laboratoris mèdics. Limita al nord amb el Cercado de Lima i el districte de Breña, a l'est amb el districte de Jesús María, al sud amb el districte de Magdalena del Mar i a l'oest amb el districte de San Miguel.
L'alcalde actual és Stephen Haas Del Carpio
(2019-2022).

## Història
Magdalena Vieja (com s'anomenava abans Pueblo Libre) es va dir inicialment Santa María Magdalena de Chacalea que és el nom de la Doctrina de l'Orde Franciscà, que va construir una església en un terreny donat pel cacic Gonzalo Taulichusco, fill de Taulichusco El Viejo, segons la Confirmació Real del Lloc, de la Casa, Monasterio y Huerta de la Magdalena, subscrita el 14 d'agost de 1557 pel cacic Gonzalo Taulichusco i el pare Fray Joan de Aguilera, Comissari General de l'Orde Franciscà al Perú, en l'acte va estar present el Virrei Andrés Hurtado de Mendoza, Marquès de Cañete. La construcció de l'església va començar cap al 1549, i el cacic de Lima Don Gonzalo i el d'Huarochirí Don Antonio van ser designats oficialment per la Real Audiència de Lima el 1551 perquè constituïssin una Reducció d'Indis, la qual cosa van concretar a mitges. El visitador Alonso Manuel de Anaya completó la traza de la Reducción, integrando a esta indios provenientes de Huadca, Hualá.Amancaes, Maranga y Lima El visitador Alonso Manuel de Anaya va completar la traça de la Reducció, integrant a aquesta indis provinents d'Huadca, Hualá, Amancaes, Maranga i Lima ("Apuntes Históricos sobre los inicios de la Reducción o Pueblo de Indios de Santa María Magdalena de Chacalea",Ramón Del Valle Cárdenas, en "Pueblo Libre al Día"N°1,Boletín del Patronato Cívico Cultural de Pueblo Libre",Setiembre 2007,pgs 2 y 3)
El poble d'indis o Reducció de Santa María de Magdalena va continuar durant el virregnat sota el nom de "Magdalena", va tenir una successió de cacics de manera contínua fins al començament de la República, destaquen els cacics de cognom Casamusa. En el virregnat va ser un poble de no pas més de 200 habitants, conegut pel seu bon clima.
El 8 de juliol de 1821, el llibertador José de San Martín la bateja com Pueblo Libre. Un decret suprem del 10 d'abril de 1822, ordenat pel general José Bernardo de Tagle i Portocarrero, fa complir la voluntat del llibertador.
En temps de la Confederació Peruano-Boliviana, Andrés de Santa Cruz resideix al poble de la Magdalena.
En temps de la Constitució liberal de 1856, una llei del 2 de gener de 1859 dona existència legal al districte com Magdalena Vieja sent el seu primer alcalde Pedro del Solar l'any 1873.
El 1881, Pueblo Libre va ser la seu del Govern Provisional del President Francisco García Calderón, durant la Guerra del Pacífic, recordant-l'ho com "Heroi Civil", "President Màrtir" i "President captiu", per enfrontar-se a les forces invasors al comandament del general Patricio Lynch i ser empresonat a Santiago de Chile. De tota manera, fins que va ser capturat, el General Andrés Avelino Cáceres no el va reconèixer com a President, fins i tot el titlla despectivament com "magdaleno", que per a Caceres i la seva gent era sinònim de xilenòfil.
No obstant això, des d'aquesta data, l'arrelat patriotisme de Pueblo Libre porta amb orgull en la seva memòria l'exemple de deu veïns que van resistir la força invasora al costat del Doctor Francisco García Calderón. Els seus noms d'herois figuren al llibre de defuncions de l'Església Santa María Magdalena.
Per mandat de la Llei 4101 del 10 de maig de 1920, els districtes de San Miguel i de Magdalena del Mar s'independitzen de Magdalena Vieja.
El 5 de setembre de 1940, durant el govern de Manuel Prado, per la Llei 9162, La Magdalena Vieja va tornar a dir-se Pueblo Libre.
En retribució a la presència dels seus veïns més il·lustres, el poble va anomenar a Pueblo Libre, Villa de Los Libertadores, recordant-se que durant la residència del llibertador Simón Bolívar, van viure també aquí els seus Generals, Sucre, Córdova, La Mar i altres, els noms dels quals porten els carrers del districte.

## Geografia
Les seves principals avingudes són l'Avinguda Bolívar, l'Avinguda Sucre i l'Avinguda La Mar, entre d'altres.
Aquí tenen la seva seu els tradicionals Clubs socials peruans AELU i Circolo Sportivo Italiano, que agrupen la comunitat japonesa i ítalo-peruana respectivament.

### Llocs d'interès
En aquesta localitat es troba la casa que van ocupar, durant part de la seva estada a Lima José de San Martín i després Simón Bolívar, la que actualment és part del Museu Nacional d'Arqueologia, Antropologia i Historia. L'església Santa Marìa Magdalena que li va donar el nom anteriorment al districte, té retaules churriguerescos autèntics i a l'Avinguda Bolivar està el Museu Arqueològic Rafael Larco Herrera. A la Plaça Bolivar s'aprecien ranxos republicans del segle xix com el ranxo Speletta, i el Palau Municipal té un balcó de fusta imitació dels del Virregnat i en el centre de la Plaza Bolivar una pileta de 1742 que va ser d'un col·legi de jesuïtes. Al Boulevard San Martìn està l'antiga Taberna Queirolo, i al fons d'aquest carrer San Martìn la Casa-Hacienda Orbea que data del segle xviii. Al Jirón Junín es troba la Casa Gallese que va ser residència del Comte de la Granja, poeta que va publicar uns versos a Santa Rosa de Lima.
També es pot visitar la Casa-Museu de Julia Codesido, el petit Museu d'Uniformes Militars, davant la caserna Bolivar.
També són atractius l'ombú que segons alguns va ser plantat per San Martín i la Creu del Viatger col·locada pels pares franciscans, davant de la qual, en el Virregnat, els transeünts cap a Maranga i el Callao, feien una parada per pregar.
A l'avinguda Sucre cantonada amb avinguda La Marina queda el Seminari de Sant Toribio, i a l'avinguda La Marina diversos mercats artesanals.
També es troba a Pueblo Libre la seu de la Universitat Antonio Ruiz de Montoya a l'avinguda Paso de los Andes, les Facultats d'Infermeria, Estomatologia i Enginyeria de Sistemes de la Universitat Garcilazo de la Vega a l'avinguda Bolivar, Facultat d'Odontologia de l'U.N.Federico Villareal.

## Diaris
- "Pueblo Lliure al Día", Butlletí Bimensual del Patronato Cívico Cultural de Pueblo Libre.
- "Participación Poble Lliure" publicació dirigida pel periodista Rubén Sánchez Gómez.
- "Revista La Verdad Pueblo Libre" - www.laverdadpueblolibre.es.tl